# Damso
Damso, pseudonimo di William Kaloubi (Kinshasa, 10 maggio 1992), è un rapper della Repubblica Democratica del Congo naturalizzato belga.

## Biografia
Damso nasce in DR Congo, all'epoca Zaire, figlio di un cardiologo e di una sociologa, ma si trasferisce in Belgio con la famiglia all'età di nove anni, per fuggire alla seconda guerra del Congo.
Inizia ad avvicinarsi al rap dal 2006, formando il gruppo OPG con alcuni amici d'infanzia. Nel 2013 gli OPG fanno uscire in freedownload il mixtape MMMXIII e nel 2014 Damso pubblica il suo primo mixtape solista, dal titolo La salle d'attente.
Si fa conoscere al grande pubblico francese nel 2015 grazie alla strofa sul pezzo Pinocchio di Booba e al brano Poséidon, contenuto sul mixtape OKLM pubblicato dall'omonimo portale musicale creato da Booba. Proprio Booba lo mette sotto contratto con l'etichetta 92.i.
L'8 luglio 2016, Damso pubblica il suo primo disco con il titolo di Batterie Faible. L'album, uscito sotto 92.i/Capitol/Universal, ottiene il disco d'oro francese e Damso si attesta come uno dei pochi rapper provenienti da altri paesi francofoni ad avere grande successo in Francia, arrivando anche a esibirsi al Palais de Tokyo di Parigi. Ad agosto 2017 l'album è certificato disco di platino.
Il 28 aprile 2017 viene pubblicato il suo secondo album, dal titolo Ipseité, che in meno di un anno raggiunge il quadruplo disco di platino in Francia con circa 400 000 copie vendute. Il magazine e portale web SenseCritique inserisce il disco tra i migliori 100 album di sempre del rap francofono e Damso si riconferma come uno dei rapper più talentuosi in circolazione nella scena francese.  Nello stesso anno realizza anche collaborazioni importanti, comparendo sulla traccia 113 dell disco Trône di Booba e sulla traccia Noche del mixtape Ripro 3 di Lacrim, oltre a partecipare alla colonna sonora del film Tueurs.
In vista dei mondiali di calcio di Russia 2018, Damso viene contattato dalla Federazione belga per comporre la canzone ufficiale che avrebbe accompagnato i Diables Rouges durante la competizione. Il rapper realizza il brano Humains, ma le feroci proteste dell'opinione pubblica contro i suoi testi violenti e maschilisti convincono le parti a rinunciare alla collaborazione.
A febbraio 2018 comunica l'uscita del suo nuovo album, che sarà pubblicato il 15 giugno con il titolo Lithopédion, e su Instagram viene annunciata la sua partecipazione al film Bang! Bang! (che vede anche la partecipazione del rapper Joey Starr). Lithopédion batte tutti i record di streaming in Francia con più di 61 milioni di ascolti nella prima settimana, inoltre viene certificato disco di platino in meno di un mese e nel giro di un anno, a luglio 2019, è certificato triplo disco di platino (con più di 300 000 copie vendute, streaming inclusi).  Ad agosto 2018 Damso abbandona l'etichetta 92.i, all'annuncio segue la risposta piccata di Booba su Instagram.
Tra la fine del 2018 e l'inizio del 2019, Damso decide di prendersi una pausa e non pubblica nuove canzoni, pur continuando a esibirsi con il Lithopédion Tour, suonando in numerose date tra Francia, Belgio, Svizzera e Africa. Il rapper belga fa il suo ritorno sulla scena già a giugno, collaborando al pezzo Tricheur sul disco del rapper Nekfeu: la sua strofa è un attacco al mondo delle etichette discografiche che, nonostante la smentita netta, viene letto come un dissing diretto a Booba, il quale risponde sia attraverso Instagram che con alcuni dissing (Freestyle Pirate e Glaive). A giugno, Damso annuncia la prossima uscita del suo mixtape QALF (Qui Aime Like ou Follow), di cui pubblica la tracklist per alcuni minuti sul suo profilo Instagram.

## Stile
Lo stile di Damso è caratterizzato da una scrittura complessa, piena di riferimenti e punchline. I testi sono spesso violenti, crudi e con giochi di parole sessualmente espliciti, ma sanno anche essere poetici e malinconici. Non mancano tracce autobiografiche che sottolineano la durezza della vita, attraverso episodi vissuti in prima persona (dal suicidio di una persona cara al razzismo subito in Europa). Il tutto contrasta con il flow calmo, musicale e con la voce profonda del rapper belga, che spesso si avvale di strumentali dalle sonorità trap, talvolta con influenze afrobeat ma comunque dai suoni scuri.

## Discografia
Album in studio
- 2016 - Batterie Faible
- 2017 - Ipseité
- 2018 - Lithopédion
- 2020 - QALF
- 2024 - J'ai menti.
- 2025 - Bēyāh

Raccolte
- 2018 - Intégrale
- 2024 - Vieux sons

Mixtape
- 2014 - Salle d'attente
- 2013 - MMMXIII (con OPG)

Singoli
- 2016 - Paris c'est loin feat. Booba
- 2016 - Amnésie
- 2016 - BruxellesVie
- 2017 - Tueurs
- 2017 - Ε. Signaler
- 2017 - Θ. Macarena
- 2017 - Α. Nwaar Is The New Black
- 2017 - N. J Respect R
- 2018 - Smog
- 2018 - Ipseité
- 2018 - Γ. Mosaïque Solitaire